# (500477) 2012 TY239
(500477) 2012 TY239 es un asteroide perteneciente al cinturón de asteroides, descubierto el 14 de septiembre de 2012 por el equipo del Spacewatch desde el Observatorio Nacional de Kitt Peak, Arizona, Estados Unidos.

## Designación y nombre
Designado provisionalmente como 2012 TY239.

## Características orbitales
2012 TY239 está situado a una distancia media del Sol de 3,008 ua, pudiendo alejarse hasta 3,485 ua y acercarse hasta 2,531 ua. Su excentricidad es 0,158 y la inclinación orbital 12,95 grados. Emplea 1906,23 días en completar una órbita alrededor del Sol.

## Características físicas
La magnitud absoluta de 2012 TY239 es 16,7. 